# Кричевська-Росандич Катерина Василівна
Катерина Василівна Кричевська, у шлюбі Кричевська-Росандич (Росандіч) (2 вересня 1926, Київ — 3 листопада 2021, США) — українська та американська художниця, меценатка, діячка української діаспори у США. Заслужена діячка мистецтв України (2009).

## Життєпис
Народилася 2 вересня 1926 року в сім'ї художників Олени та Василя Кричевського-сина. Під керівництвом батьків змалку почала малювати. Художню та загальну освіту здобула у Київській художній середній школі ім. Т. Г. Шевченка. Професійно дебютувала як художниця на другій виставці молодих художників у 1943 році в окупованому Києві.
Того ж року з батьками емігрувала до Чехословаччини, де короткий час навчалася в Художньо-промисловій школі в Празі. Згодом виїхала до Німеччини, навчалася в Гейдельберзькому університеті. 1945 р. в Мангеймі (Німеччина) одержала другу премію на міжнародній виставці художників.
З 1949 р. жила і працювала у США, разом з чоловіком Слободаном Драго Росандічем мешкала у місті Маунтен-В'ю, штат Каліфорнія.
У творчому доробку Кричевської-Росандіч понад 1000 робіт, більш ніж 50 персональних виставок у США, Канаді, Україні. Разом зі своїм батьком організувала п'ять виставок під назвою «Батько і донька».
Картини художниці представлені в зібраннях:
- Стандарт Ойл (Сан-Франциско, Каліфорнія, США),
- Союз українок Америки (Нью-Йорк, США),
- Український музей-архів (Клівленд, Огайо, США),
- Художня галерея Церковного музею (Саут-Баунд -Брук, Нью Джерси, США),
- Український канадський архів та музей Альберти (Едмонтон, Канада),
- Інститут св. Володимира (Торонто, Канада),
- Національний фонд образотворчого мистецтва (Вашингтон, США)[5] та ін.

Катерина Кричевська завжди мріяла приїхати на батьківщину, відвідати земляків, показати їм свій живопис. 1993 року разом з чоловіком приїхала в Україну і привезла свої твори. У серпні її виставка відбулася в Полтавському краєзнавчому музеї (колишньому будинку Полтавського губернського земства, спорудженого за проєктом її дідуся), у вересні — в Музеї українського образотворчого мистецтва в Києві (нині — Національний художній музей України).
Художниця і берегиня спадщини Кричевських подарувала різним музеям України сотні своїх картин і творів представників славетної мистецької династії, цінні архівні матеріали. Її картини — переважно акварелі — зберігаються в Національному художньому музеї України, Музеї української діаспори (Київ), Шевченківському національному заповіднику (Канів), Львівській національній картинній галереї, музеях Миколаєва, Лебедина, Сум, Полтави, Миргорода. Меценатка передала значну кількість книг до Національної бібліотеки України імені В. І. Вернадського.
Катерина Кричевська-Росандіч у 2006 році видала книгу «Мої спогади», яка проілюстрована рідкісними родинними світлинами та кольоровими репродукціями творів. 2010 року «Спогади» побачили світ вже англійською як «Recollections of a life».
З нагоди 95-річного ювілею мисткині в Україні протягом липня — жовтня 2021 року тривав міжмузейний проєкт «Катерина Кричевська-Росандіч. Дороги. Straßen. Roads», організований Музеєм української діаспори спільно з Міжнародним благодійним фондом світових українців «Діаспора» за підтримки Українського культурного фонду.
12 жовтня 2021 р. у Національному музеї «Київська картинна галерея» відбулася презентація альбому «Катерина Кричевська-Росандіч. Дороги. Straßen. Roads» — першого ґрунтовного дослідження життєвого шляху і творчого доробку художниці.
Катерина Василівна Кричевська-Росандіч померла 3 листопада 2021 року на 96 році життя.

## Твори
Працювала в різних техніках: гуаш, туш, пастель, олійний живопис, але віддавала перевагу акварелі — зображала краєвиди США, Франції, Італії, Швейцарії («Руїни замку», 1969; «Захід сонця над затокою», 1979; «Саусаліто», «Монмартр» — обидва 1986). Українська тематика — жанрові полотна «Мати» (1973), «Гуцульський Великдень» (1974), «Різдво в Карпатах» (1990), пейзажі «Краєвид Києва» (1943), «Пам'ятка архітектури», «Путивль», «Монастир» (усі — 1980).

## Відзнаки
- Диплом Почесної Громадянки США[4].
- Почесна професорка Національної академії образотворчого мистецтва та архітектури України (2002)[10].
- Заслужена діячка мистецтв України (2009)[11].
- Іноземна членкиня Національної академії мистецтв України (2021)[12].